# دایسوکه تومیتا
دایسوکه تومیتا (انگلیسی: Daisuke Tomita؛ زادهٔ ۲۴ آوریل ۱۹۷۷) بازیکن فوتبال اهل ژاپن است.
از باشگاه‌هایی که در آن بازی کرده‌است می‌توان به باشگاه فوتبال ویسل کوبه اشاره کرد.